# Dagmarhus
Dagmarhus er en kontorbygning i København, der nu rummer biografen Dagmar Teatret på Jernbanegade 2 ved Rådhuspladsen i København.
Bygningen erstattede den egentlige teaterbygning Dagmarteatret, der blev revet ned 1937, og den nye funktionalistiske bygning, der rejstes 1937-39, er tegnet af Christian Kampmann og Hans Dahlerup Berthelsen.
Under besættelsen blev bygningen Dagmarhus besat af tyskerne og blev i 1943 sammen med Shellhuset tyskernes hovedkvarter. Gestapo havde en afdeling der.
Danske stikkere, blandt andre Petergruppen, holdt også til på Dagmarhus.
Andre stikkere der også holdt til på Dagmarhus var:
- Max Pelving (27. januar 1899 – 28. september 1995)
- Arne Oskar Hammeken (11. november 1906 – 15. september 1949)
- Rudolf F. Pedersen (11. juni 1906 -)
- Robert Andreas Peter Süstmann Ment (26. februar 1902 – 7. august 1944)[1]
- Edvard Anker Aage Petersen (15. januar 1902 – 1944)
- Svend Bernhard Kilyö (28. december 1895 – )
- Kaj Jørgen Godtfredsen Schmidt ( – 13. april 1945)[2]
- John William Schrøder (15. januar 1898 – )
- Hans Diehl (1. april 1907 – )

De fangne danske modstandsfolk, som Gestapo fik fat i, blev overført til  Shellhuset hvor de blev udsat for tortur.